# Jerev, Narodîci
Jerev (în ucraineană Жерев) este un sat în comuna Zakusîlî din raionul Narodîci, regiunea Jîtomîr, Ucraina.

## Demografie
Componența lingvistică a localității Jerev
     Ucraineană (98,79%)
     Română (1,21%)
Conform recensământului din 2001, majoritatea populației localității Jerev era vorbitoare de ucraineană (98,79%), existând în minoritate și vorbitori de română (1,21%).